# Nhiễm trùng đột phá
Nhiễm trùng đột phá hay nhiễm đột phá (tiếng Anh: Breakthrough infection) là trường hợp một người được tiêm đầy đủ vắc-xin ngăn ngừa một bệnh nhưng bị mắc lại chính bệnh đó. Để hiểu đơn giản, nhiễm trùng đột phá xảy ra khi vắc-xin thất bại trong việc tạo ra khả năng miễn dịch chống lại mầm bệnh vốn là mục tiêu của vắc-xin. Nhiễm trùng đột phát đã được xác định ở những người được tiêm chủng ngừa chống lại nhiều loại bệnh khác nhau như quai bị, thủy đậu và cúm. Đặc tính của nhiễm trùng đột phá phụ thuộc vào virus. Thông thường, người được tiêm chủng phòng ngừa khi mắc bệnh sẽ có triệu chứng nhẹ và thời gian ngắn hơn so với trường hợp chưa/không tiêm vắc-xin mà bị lây nhiễm.
Nhiễm trùng đột phá có nguyên nhân do quản lý hoặc bảo quản vắc-xin không đúng cách, do virus đột biến và do sự xuất hiện của các kháng thể chặn (blocking antibody). Vì những lý do đó, vắc-xin hiếm khi đạt hiệu quả 100%. Ví dụ, vắc-xin cúm thông thường cung cấp khả năng miễn dịch đối với bệnh cúm ở 40-60% người được tiêm. Vắc-xin sởi không có khả năng cung cấp khả năng miễn dịch cho 2% trẻ em được tiêm chủng. Tuy nhiên, miễn dịch cộng đồng có thể ngăn chặn những người đã được tiêm phòng nhưng vẫn bị mắc bệnh do nhiễm trùng đột phá. Theo đó, miễn dịch bầy đàn (hay miễn dịch cộng đồng) làm giảm số lượng các ca lây nhiễm đột phá trong một quần thể.

## Một số bệnh

### Thủy đậu
Vắc-xin thủy đậu đạt hiệu quả  85% trong việc ngăn ngừa thủy đậu. Tuy nhiên, 75% số người được chẩn đoán mắc bệnh thủy đậu đột phá có các triệu chứng nhẹ hơn so với những người không được tiêm chủng. Những người mắc bệnh thủy đậu nhẹ này có sốt nhẹ, số tổn thương trên da ít hơn 50 và phát ban dát sần. Ngược lại, những người chưa được chủng ngừa thường bị sốt, số tổn thương trên da từ 200 đến 500, các vùng dát tiến triển thành sẩn và có thể có tổn thương mụn nước. Ngoài ra, nhiễm trùng ở những người chưa được tiêm chủng có xu hướng tồn tại trong thời gian dài hơn so với những người đã bị nhiễm bệnh.
Phần lớn các trường hợp bị nhiễm thủy đậu do nhiễm trùng đột phá được cho là do người ta không hấp thụ được vắc-xin thủy đậu. Để ngăn ngừa nhiễm trùng đột phá, cần tiêm liều vắc-xin thủy đậu thứ hai ở trẻ em, khoảng cách giữa hai lần tiêm ít hơn một năm.

### Quai bị
Vắc-xin quai bị là một thành phần của vắc-xin sởi, quai bị và rubella (MMR). Cụ thể, vắc-xin quai bị có hiệu quả 88% trong việc ngăn ngừa bệnh quai bị. Những người mắc bệnh quai bị đột phá có ít biến chứng nghiêm trọng do nhiễm trùng hơn so với những người không được tiêm phòng. Những biến chứng khi mắc quai bị: viêm màng não vô khuẩn và viêm não.
Nguyên nhân của bệnh quai do nhiễm trùng đột phá hiện vẫn chưa được nghiên cứu rõ ràng. Có thể giải thích  cho phần lớn các trường hợp nhiễm trùng đột phá là do sự tiến hóa của virus (hiện tượng trôi kháng nguyên hay lệch kháng nguyên, tiếng Anh: antigenic drift). Các giả thuyết khác cho rằng các tế bào lympho T nhớ đóng vai trò trong sự phát triển của nhiễm trùng đột phá.

### Viêm gan B
Nhiễm trùng đột phá của bệnh viêm gan B chủ yếu là do các đột biến của virus viêm gan B (HBV) khiến các kháng thể được tạo ra từ vắc-xin HBV không nhận biết được protein bề mặt HBV. Những virus có những đột biến như vậy được gọi là "đột biến thoát vắc-xin" (đột biến lẩn tránh). Nhiễm trùng đột phá cũng có thể do tiêm chủng chậm trễ, ức chế miễn dịch và tải lượng virus của người mẹ. Một người bị nhiễm HBV do nhiễm trung đột phá nhưng không có triệu chứng.

### COVID-19
Tháng 4 năm 2021, các nhà khoa học báo cáo rằng trong một nhóm nghiên cứu thuần tập gồm 417 người được tiêm vắc-xin, hai phụ nữ đã bị nhiễm trùng đột phá cho đến thời điểm công bố và xác định được các đột biến virus trong các biến thể. Vào tháng 4 năm 2021, CDC Hoa Kỳ báo cáo rằng tại nước này đã có 5.814 ca nhiễm SARS-CoV 2 do nhiễm trùng đột phá và 74 ca tử vong. Khi đó tại Hoa Kỳ 75 triệu người đã được tiêm vắc-xin COVID-19 đầy đủ.

## Tính chất

### Nguyên nhân sinh học

#### Tuổi tác
Khi một người già đi, hệ miễn dịch của có nhiều thay đổi, trong một quá trình được gọi là lão hóa miễn dịch (immunosenescence). Đáng chú ý trong số những thay đổi này là sự giảm sản xuất các tế bào T non (naive) và tế bào B non. Số lượng tế bào lympho non (tế bào T và B) giảm là do các telomere trong tế bào gốc tạo máu (HSC), thoái hóa theo thời gian, làm hạn chế tăng số lượng tế bào gốc tạo máu và hạn chế sự sản xuất nguyên bào lympho. Theo thời gian, tế bào gốc tạo máu có xu hướng ưu tiên sản xuất các tế bào tiền thân dòng tủy hơn nguyên bào lympho. Tế bào lympho trưởng thành cũng không thể tăng sinh vô hạn. Ngoài ra, việc giảm số lượng tế bào lympho non và hạn chế khả năng tăng sinh tế bào lympho trưởng thành góp phần hạn chế số lượng và sự đa dạng của các tế bào lympho để đáp ứng với các mầm bệnh có trong vắc-xin.
Thật vậy, các loại vắc-xin như vắc-xin cúm, DPT và vắc-xin phế cầu khuẩn ít hiệu quả hơn ở người lớn trên 65 tuổi. Tuy nhiên, CDC khuyến cáo người cao tuổi nên tiêm vắc-xin cúm vì nhiễm cúm đặc biệt nguy hiểm trong nhóm tuổi này và vắc-xin cho phép người trên 65 tuổi tạo miễn dịch nhất định đối với virus cúm.

#### Sự can thiệp của kháng thể
Trong miễn dịch thụ động, sự hiện diện của các kháng thể mẹ ở trẻ sơ sinh làm hạn chế hiệu quả của vắc-xin bất hoạt, sống giảm độc lực và tiểu đơn vị. Các kháng thể của mẹ có thể liên kết với các epitope trên các protein do virus tạo ra trong quá trình tiêm chủng. Việc nhận biết các protein của virus bởi các kháng thể của mẹ sẽ vô hiệu hóa virus. Hơn nữa, các kháng thể của mẹ hoạt động trội hơn thụ thể tế bào B trên tế bào B của trẻ sơ sinh để liên kết với kháng nguyên. Do đó, hệ miễn dịch trẻ sơ sinh không được kích hoạt cao và trẻ tạo ra ít kháng thể hơn. Ngay cả khi tế bào B liên kết với mầm bệnh, phản ứng miễn dịch vẫn thường xuyên bị kìm hãm. Nếu các thụ thể của tế bào B liên kết với kháng nguyên và thụ thể FC đồng thời liên kết với kháng thể mẹ, thì các thụ thể FC sẽ gửi tín hiệu đến các thụ thể của tế bào B để ức chế sự phân bào. Bởi vì hệ miễn dịch trẻ sơ sinh không được kích thích và sự phân chia tế bào B bị ức chế nên cơ thể sản xuất tế bào B với số lượng ít. Mức độ tế bào B nhớ không đủ để đảm bảo trẻ sơ sinh có khả năng chống lại mầm bệnh suốt đời.
Ở hầu hết trẻ sơ sinh, các kháng thể của mẹ biến mất sau 12–15 tháng sau khi sinh, vì vậy các vắc-xin được tiêm ngoài thời gian này không bị ảnh hưởng bởi sự can thiệp của kháng thể của mẹ.

#### Tuổi thọ của tế bào B nhớ
Khi một người được tiêm vắc-xin, hệ thống miễn dịch kích hoạt và các tế bào B nhớ sẽ "ghi nhớ" phản ứng kháng thể cụ thể. Các tế bào này vẫn lưu thông trong dòng máu cho đến khi mầm bệnh được loại bỏ. Do các telomere trong gen bị thoái hóa sau mỗi lần phân chia tế bào, tế bào lympho (trong đó có tế bào B nhớ) không còn khả năng tăng sinh vô hạn. Thông thường, các tế bào sống trong nhiều thập kỷ, nhưng sự khác biệt về tuổi thọ giữa các tế bào tùy thuộc vào loại vắc-xin mà chúng được kích hoạt và liều lượng vắc-xin. Lý do cho sự khác biệt về tuổi thọ của các tế bào B nhớ hiện vẫn chưa được biết rõ. Tuy nhiên, người ta cho rằng sự khác biệt về tuổi thọ của tế bào B nhớ là do tốc độ mầm bệnh lây nhiễm vào cơ thể và số lượng và loại tế bào liên quan đến phản ứng miễn dịch đối với mầm bệnh trong vắc-xin.

#### Sự tiến hóa của virus
Khi một người được tiêm vắc-xin, hệ miễn dịch của họ phát triển các kháng thể nhận biết các phân đoạn cụ thể (epitope) của virus hoặc các protein trên virus. Tuy nhiên, theo thời gian, virus tích lũy các đột biến di truyền có thể ảnh hưởng đến cấu trúc ba chiều của protein virus. Nếu những đột biến này xảy ra ở những vị trí được nhận biết bởi kháng thể, thì những đột biến này sẽ cản trở kháng thể, không cho kháng thể liên kết, gây ức chế phản ứng miễn dịch. Hiện tượng này được gọi là hiện tượng "trôi kháng nguyên". Sự lây nhiễm đột phá của viêm gan B và quai bị một phần là do trôi kháng nguyên.

### Các nguyên nhân khác

#### Chất lượng và quản lý vắc-xin
Vắc-xin không cung cấp miễn dịch nếu vắc-xin kém chất lượng. Vắc-xin mất hiệu lực nếu nó được bảo quản ở nhiệt độ không đạt chuẩn hoặc hết hạn. Tương tự, liều lượng vắc-xin thích hợp là điều cần thiết để đảm bảo khả năng miễn dịch. Liều lượng vắc-xin phụ thuộc vào các yếu tố bao gồm tuổi và cân nặng của bệnh nhân. Nếu không tính đến những yếu tố này có thể dẫn đến việc bệnh nhân tiêm chủng không đúng liều lượng. Những bệnh nhân nhận liều vắc-xin thấp hơn khuyến cáo không có đáp ứng miễn dịch đầy đủ với vắc-xin để đảm bảo khả năng miễn dịch.
Để vắc-xin có hiệu quả, một người phải đáp ứng với các mầm bệnh trong vắc-xin thông qua miễn dịch thu được và phản ứng đó phải được lưu trữ trong trí nhớ miễn dịch của cơ thể. Một người có thể vô hiệu hóa và loại bỏ mầm bệnh thông qua phản ứng miễn dịch dịch thể mà không cần kích hoạt phản ứng miễn dịch thích ứng. Vắc-xin có chủng mầm bệnh yếu hơn hoặc ít hơn (trong trường hợp vắc-xin kém chất lượng khi được sử dụng) chủ yếu có thể gây ra phản ứng dịch thể. Do đó, không đảm bảo khả năng miễn dịch trong tương lai.